# Yumi Hotta
Yumi Hotta (jap. ほった ゆみ, Hotta Yumi, wirklicher Name: 堀田 由美; * 15. Oktober 1957 in Aichi, Japan) ist eine japanische Manga-Zeichnerin und -Autorin. Ihr größter Erfolg ist Hikaru no Go.

## Leben
Ihren ersten Manga veröffentlichte sie 1985 gemeinsam mit ihrem Mann im Manga-Magazin Manga Time Family, das sich auf Yonkoma-Manga spezialisiert. 1987 gewann sie einen Preis des Big-Comic-Magazins. Daraufhin schrieb sie einige Mangas über Pferderennen für Seinen- und Josei-Magazine.
Ende der 1990er-Jahre stellte sie dem Shūeisha-Verlag eine Geschichte vor, die von jugendlichen Go-Spielern handelte. Sie wurde begeistert aufgenommen. Der Verlag konnte Takeshi Obata als Zeichner für die Geschichte gewinnen. 1999 startete Hikaru no Go im Shōnen Jump-Magazin. Bereits nach kurzer Zeit war der Manga ein großer Erfolg, wurde in eine Anime-Serie verfilmt, in zahlreiche Sprachen übersetzt, gewann den Shōgakukan-Manga-Preis sowie den Osamu-Tezuka-Kulturpreis und war Auslöser eines Go-„Booms“ in Japan.
Ihr zweiter Manga für das Shōnen Jump-Magazin, Yūto, handelt von Eisschnellläufern. Yūto konnte jedoch nicht an den Erfolg von Hikaru no Go anschließen.

## Werke
- Hikaru no Go (ヒカルの碁), 1999–2003, gemeinsam mit Takeshi Obata
- Yūto (ユート), 2005, gemeinsam mit Kei Kawano

| Personendaten    | Personendaten                                  |
| ---------------- | ---------------------------------------------- |
| NAME             | Hotta, Yumi                                    |
| ALTERNATIVNAMEN  | 堀田 由美 (japanisch); ほった ゆみ (japanisch) |
| KURZBESCHREIBUNG | japanische Manga-Zeichnerin und -Autorin       |
| GEBURTSDATUM     | 15. Oktober 1957                               |
| GEBURTSORT       | Aichi, Japan                                   |